# 塔斯曼尼亚州立图书馆
塔斯曼尼亞州立图书馆 (State Library of Tasmania)是塔斯曼尼亚州的主要图书馆。是该州最大的公立图书馆。

## LINC 塔斯曼尼亚
LINC 塔斯曼尼亚由三家机构合并组成。分别是塔斯曼尼亚州立图书馆,塔斯曼尼亚州档案局,塔斯曼尼亚州成人教育中心。